# 明石賢生
明石 賢生（あかし けんせい、1947年 - 1996年8月4日）は、日本の編集者・実業家・カメラマン。エルシー企画・群雄社出版社長。アリス出版副社長。
自販機本・ビニ本・アダルトビデオといった各時代のエロメディアにおいて活躍した伝説の風雲児として知られる。

## 経歴
1943年大分県生まれ。学生時代は全共闘（ブント系マル戦派）の活動家で、1968年にベトナム反戦運動の一環として闘われた東京王子米軍野戦病院反対闘争では逮捕されたこともある。
在学した早稲田大学は革マル派が牛耳っていたため、マル戦派の明石は暴力や嫌がらせを受けて通学できる状態ではなくなり中退。
下落合のスナック「クレジオ」で雇われ店長を3年間務め、常連客の赤塚不二夫、平野甲賀、及川恒平、八木眞一郎、隅田川乱一らと顔馴染みになる。また暴走族のスペクターやブラックエンペラーからの人望も集めるなど幅広い人脈を築いた。
スナックの客の紹介で三崎書房の別名義エド・プロダクツに勤務するようになる。エド・プロではビニ本を各地のアダルトショップに納本する営業職を務め、その過程で流通や印刷ブローカー、資金繰りといったエロ本業界のノウハウを獲得することになった。スポンサーと出逢ったことで、1975年、旧知の編集者である佐山哲郎を誘って自販機本出版社のエルシー企画を設立。武蔵野大門名義でヌードカメラマンも兼任し、スカトロ系エロ本の先駆けとなる『女子便所』シリーズやフェティッシュな接写写真・局部アップなどでエロ本の新境地を開拓、自販機本業界に旋風を巻き起こす。
1979年からは高杉弾・山崎春美編集の伝説的自販機本『Jam』『HEAVEN』のスポンサー役を務める。ちなみに内容について明石は「我関せず」の態度を貫き、創刊号では山口百恵宅のゴミ漁り企画「芸能人ゴミあさりシリーズ」を世に送り出す。
1980年、エルシー企画が自販機本最大手のアリス出版と合併し、同社副社長に就任するも同年辞職する。その後、アリス退社組を率いて高田馬場に群雄社出版を設立する。
1981年2月、猥褻図画販売の疑いで群雄社に家宅捜索が入り、ビニ本『局部・ド・アップ』を印刷して販売した容疑で3月6日に逮捕される。さらに東京国税局に課税通報されたことで、転向宣言してビニ本業界から撤退した。明石逮捕の影響で『HEAVEN』は3月に廃刊。
1982年2月、山崎春美のスーパー変態インタビュー（スーパー変態マガジン『Billy』1982年2月号）でメディアに初登場する。
1982年9月には日本初のスカトロ専門誌『スカトピア』（群雄新社）を創刊する。
群雄社では自販機本以外にビニ本や一般書にも進出するが、経営不振で1984年に倒産。
アダルトビデオメーカー「アトラスにじゅういち」の前身となるビデオ制作会社「ビップ」の代表取締役が最後の肩書となった。
1996年8月4日に心筋梗塞で急逝。満49歳没。没後、明石の麻雀仲間だった椎名誠、目黒考二、亀和田武、岡留安則らで2度にわたって追悼麻雀旅行をして明石を偲んだ。

## 人物
「カネは持ってる者が払う」「カネは出すが口は出さない」が信条の太っ腹な経営者だったと伝えられている。
1970年代半ばに明石と出会った亀和田武は、当時の明石の容姿を恰幅がよく肥満の領域になり、鼻の下にチョビ髯を生やした柔和な顔と記している。性格は親分肌で、若者2人が企画を売り込みに来ると面白そうだと受け入れる太っ腹なところがあった。それが「Jam」であり、「HEAVEN」から何人かの才能が生まれたのは明石の鷹揚さがあってこそと亀和田は評している。昔の新宿での人脈から映画への出資を頼まれると断れずに、1980年代にはずいぶん映画につぎ込んでいたという。

## 部下
- 佐山哲郎（ex.エルシー企画） - エルシー企画・群雄社出版編集局長。編集者、文筆家、歌人、住職、浄土宗僧侶、官能小説家、漫画原作者。スタジオジブリ製作の長編アニメーション映画『コクリコ坂から』の原作者。匿名はS（エス）。
- 大賀匠津（ex.エルシー企画） - グラフィックデザイナー。『Jam』創刊号より表紙デザインを担当。その後は一般誌からエロ本、広告まで幅広くデザインを手がけた。大賀が表紙を手がけた『ザ・ベストマガジン』の創刊号では大原麗子の顔に水をぶっかけ、その瞬間を表紙にするという斬新なデザインで100万部の金字塔を記録した。現在も各社雑誌のアートディレクターとして活躍中。
- 安田邦也（ex.エルシー企画） - エルシー企画→合併アリス出版→群雄社→VIP→アトラス21と明石が関わった全ての会社を渡り歩いた唯一の編集者。太田出版発行のサブカルチャー雑誌『Quick Japan』15号にインタビューが掲載。
- 岡克己（ex.エルシー企画） - 月刊誌『おかあさんなぜ?』写真部、エルシー企画専属のヌードカメラマンなどを経て1980年からフリーランス。以後エディトリアルを中心に活動、現在に至る。ライフワークで「日本の灯台」を撮り続けており、著書に『ニッポン灯台紀行』（世界文化社）がある。
- 川本耕次（ex.みのり書房） - みのり書房『官能劇画』『Peke』編集長→合併アリス出版第五編集部編集長→群雄社編集者。1980年代のロリコンブームおよび三流劇画ブームの仕掛け人。アリス出版ではロリコンブームの先駆けとなった伝説的自販機本『少女アリス』の編集長を務め、群雄社退社後にはロリータ専門誌『ロリコンHOUSE』（三和出版）の監修も行う。みのり書房時代は大学時代からの知人である日野日出志を復活させ、内山亜紀やさべあのまを商業誌デビューさせる[14]。また吾妻ひでおを『Peke』や『少女アリス』で起用して「吾妻ブーム」を作るなど漫画界にニューウェーブの基盤を築いた。川本耕次名義の著書に『ポルノ雑誌の昭和史』（ちくま新書）がある。
- 高杉弾（ex.ジャム出版） - 伝説的自販機本『Jam』『HEAVEN』初代編集長。ライター、評論家、写真家、旅行家、AV監督。現在は定職を持たず「メディアマン」というコンセプトのもと国際的な隠居生活を送りながら編集者、企画家、観光家、ステレオ写真家、臨済禅研究家、蓮の花愛好家として多方面で活躍（していない）。競馬と散歩と昼寝と駄ボラが趣味の粋人。年間のうち3か月を南の島で過ごす[15]。著書に『メディアになりたい』（JICC出版局）がある。雑誌『Quick Japan』19号にインタビューが掲載。本名・佐内順一郎。
- 山崎春美（ex.群雄社） - 『Jam』編集者のち『HEAVEN』3代目編集長。1979年に解散したロックバンド「ガセネタ」のボーカル。オルタナティブ・ロックバンド「TACO」主宰。1980年代初頭に「自殺未遂ライブ」「天国注射の昼」など様々な“事件”を音楽シーンに巻き起こす。著書に『天國のをりものが 山崎春美著作集1976-2013』（河出書房新社）がある。雑誌『Quick Japan』11・16号にインタビューが掲載。
- 中野D児（ex.群雄社[16]） - 本名・中野敏栄。最初期のペンネームは中野泥児。ローリング・ストーンズの元世界的コレクター。『笑点』の元座布団運び役、山田隆夫が在籍していた音楽バンド「ずうとるび」の元マネージャー、群雄社勤務、自販機本の編集長を経てVIC出版でスーパー変態マガジン『Billy』（白夜書房）の名物編集者として勇名を馳せる。同誌の廃刊後は東良美季に代わり月刊『ボディプレス』（白夜書房）3代目編集長に就任。また並行してAV監督に転身し、監督と出演を手掛けた『シスターL』（主演・菊池えり）はAV史上に残る大ヒットを記録する。以来、業界屈指のSM男優ないしAV監督としてアダルトビデオ黎明期・黄金期にカリスマ的な人気を博した[17]。
- 隅田川乱一（ex.ジャム出版） - 本名・美沢真之助。『Jam』『HEAVEN』『X-MAGAZINE』編集者を経てオルタナティブ・ロックバンド「TACO」に参加。後にFMラジオ局でニュース原稿を書くなどフリーライター、翻訳家としても活躍。プロレス・ドラッグ・パンク・イスラム・スーフィズム・ビートニク・サイケデリック・ロック・印籠・神秘学に造詣が深く、高杉弾が日芸時代に刊行していたミニコミ誌『BEE-BEE』や伝説的自販機本『Jam』をはじめ雑誌『宝島』『本の雑誌』『Quick Japan』『HEAVEN』『家庭画報』に原稿を寄稿。クリス・マルケルのドキュメンタリー映画『サン・ソレイユ』にゲーマー役で出演したこともある。1998年逝去。没後、寄稿文章を集めた遺稿集『穴が開いちゃったりして』（石風社）が刊行された。訳書に『スーフィーの物語 ダルヴィーシュの伝承』（イドリース・シャー著、平河出版社）がある。
- 八木眞一郎（ex.群雄社） - 『Jam』『HEAVEN』『X-MAGAZINE』編集者。1号で廃刊した幻のパロディ雑誌『冗談王』（日本文華社）編集長。オカルト雑誌『迷宮』編集部を経て群雄社に参加。その後は画家やフィルムメーカーとしても活躍した。
- 山本土壺（ex.アリス出版） - 京大中退後、『HEAVEN』編集部、TACOのミュージシャン、群雄社勤務を経て白夜書房の『ビデオ・ザ・ワールド』や集英社の『週刊プレイボーイ』を中心に無頼派の辛口ビデオライターとして活躍した。2008年にくも膜下出血で逝去。
- 田中一策（ex.アリス出版） - 東大中退後、ニューヨーク放浪、ゲイ雑誌『MLWM』編集部、『HEAVEN』編集部、群雄社勤務、スカトロ専門誌『スカトピア』編集長を経てワインのソムリエになる。
- 小形克宏（ex.ふゅーじょんぷろだくと） - ロリコン漫画誌の草分け的存在『漫画ブリッコ』（白夜書房）の名物編集者。群雄社では『ロリコン大全集』『アリスくらぶ』『コレクター』を編集。
- 池田俊秀（ex.白夜書房） - 1976年に後の白夜書房となるセルフ出版に入社し『ウイークエンドスーパー』『写真時代』編集長の末井昭と出会う。退社後は群雄社でマザコン雑誌『マザー』『スクリュー』やVIC出版で『ピーエックス』などの創刊を手がける。1997年没。著書に『エロ本水滸伝―極私的エロメディア懐古録―巨乳とは思い出ならずや』（人間社文庫）がある。
- 竹熊健太郎（ex.アリス出版） - アリス出版発行の自販機本『少女激写』編集者。明石賢生・佐山哲郎の企画で初単行本となる『色単─現代色単語辞典』を群雄社より上梓[18]。
- 但馬オサム（ex.群雄社） - 群雄社編集部員。明石の没後、雑誌『Quick Japan』12号から19号（18号を除く）にかけてエルシー企画・アリス出版・群雄社の歴史を追った特集「天国桟敷の人々」を竹熊健太郎と共同で連載した。
- 森藤吉（ex.群雄社） - 明石の従兄弟にして群雄社営業部長。群雄社解散後はAVメーカー「レッツ」を主宰し、アダルトアニメ『女子大生 聖子ちゃん』『オフィスレディー 明菜ちゃん』を企画・制作。後に縄文時代の遮光器土偶を模したキャラクターグッズ「GOUX」をプロデュース。
- 木村昭二（ex.群雄社） - 群雄社営業部員。雑誌『Quick Japan』19号にインタビューが掲載。
- 神崎夢現（ex.エルシー企画） - 装丁家。エルシー企画→アリス出版編集者。自販機本『少女激写』末期編集長。退社後はフリーで群雄社のレイアウトを担当。青山正明（データハウス刊『危ない薬』『危ない1号』編著者）にドラッグをレクチャーした経験があり、編集者時代の部下であった竹熊健太郎は神崎について「日本最後のヒッピー」と評している[19]。
- 宇佐美源一郎（ex.エルシー企画） - 編集プロダクション「レッカ社」「カンゼン」主宰。
- 近藤十四郎（ex.アリス出版） - 『HEAVEN』2代目編集長。VIPエンタープライズ初代社長。独立教養娯楽講座ペチゼミ主催。アリス出版／群雄社にて『陽炎座』（シネマ・プラセット）などを編集。映像制作、雑誌編集、印刷物制作、デザイナーのほか、バンド「荒野の水槽楽団」でミュージシャンとしても活動。雑誌『Quick Japan』13号にインタビューが掲載。愛称はオム。
- 明石哲生（ex.ステラ） - 明石賢生の実兄。「ビップ」（旧・VIPエンタープライズ）の元子会社「ステラ」社長。
- 他多数

## 社風
かつて明石主宰の群雄社出版で仕事をしていた竹熊健太郎は当時を振り返って次のように回想している。
- 「だいたいこの会社、社長（故人）が元全共闘の過激派で、社員の多くがヒッピー、営業部長がヤクザ、編集局長がお坊さんでポルノ小説家と、なんというかまともな人が誰もいないのがナイスでした」[20]
- 「私が20歳でドロップアウトして転がり込んだ80年代初頭のアダルト雑誌界は、恐らく天才密度世界一の場所であったと断言出来ます。本当に、天才の皆さんが床に散乱したダーティ・松本先生、蛭子能収先生の生原稿をふんずけて歩いてました。天才にはどうやら正と負の二種類があり、正の天才は立派な社屋を構える小学館や集英社・講談社に、負の天才はアリス出版や群雄社、セルフ出版（現・白夜書房）のような日の当たらない雑居ビルに集まっていたように私は感じるのです。実は小学館・集英社と群雄社は目と鼻の先、200メートルも離れてない場所にありました」[21]
- 「たぶん僕は一生分の天才や奇人変人たちと遭遇したに違いない。最初、僕が想像していたようなヤクザはそこにはいなかった。かわりにいたのは過激派崩れやフーテンにヒッピー、頭のネジが外れた芸術家、天才的三文作家、ストリート・パンクス等、心優しきアウトサイダーばかりである。彼・彼女らが作っていた『自販機本』は、あらゆる意味で出版界の革命だった。なによりもそれは通常の書店には置かれない。立ち読みすらできない。また本が本なだけに、文句を言ってくる読者も少ない。ということは逆に“何をやっても許される”出版天国、アナーキズムの理想郷がそこにあったともいえる」[22]
- 「事実、最盛期には『ポルノですらない』自販機本が続出していた。アヘアへ・ヌードの表紙をめくるといきなりドラッグの特集が組まれていたり、芸能人の捨てたゴミをグラビアで完全紹介していたり、天皇がニッコリ微笑んでいたり、わけのわからん数式がズラーッと並んでいたり……。哄笑と毒電波がライン・ダンスを踊っているようなそのあまりの怪しさに、僕は骨の髄まで浸食されてしまった。その頂点に位置するのが、高杉弾・山崎春美らを中心とするオナニー&メディテーション・マガジン『Jam』『HEAVEN』である」[22]